# 질격막
질 격막(diaphragm 다이어프램) 또는 질 가로막은 피임에 쓰는 경부 차단 장치 중의 하나이다. 부드러운 라텍스나 실리콘으로 만들어진 막이 탄력있는 테(테두리)에 고정되어 있다. 이 테가 탄성으로 펴지며 질벽으로 고정된다.

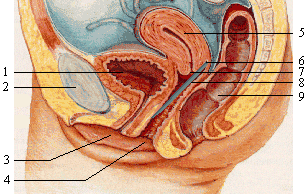
8번이 질 격막이다